# Contea di Lanark
La contea di Lanark è una contea dell'Ontario in Canada. Al 2006 contava una popolazione di 63.785 abitanti. Ha come capoluogo Perth.